# اداره منابع ملی
اداره منابع ملی (انگلیسی: National Resources Division) بخش داخلی (منحصر به داخل آمریکا) آژانس اطلاعات مرکزی ایالات متحده آمریکا است. فعالیت اصلی این اداره، گزارش‌گیری داوطلبانه از شهروندان آمریکایی که برای کار یا بازدید از اقوام و دوستان به خارج سفر می‌کنند، یا جذب دانشجویان خارجی، دیپلمات‌ها و تجار به عنوان مهره اطلاعاتی هنگام بازگشت به کشور خودشان است.

## تاریخچه
این اداره در سال ۱۹۹۱ با ادغام اداره منابع خارجی و اداره جمع‌آوری ملی سازمان سیا تشکیل شد.
اداره منابع خارجی در سال ۱۹۶۳ با نام اداره عملیات‌های داخلی تشکیل شده و مسئولیت فعالیت‌های عملیاتی سری خدمات ملی مخفی که در خاک ایالات متحده علیه هدف‌های خارجی انجام می‌گرفت را بر عهده داشت. هدف نهایی این اداره یافتن اتباع خارجی با منافع خاص ساکن در آمریکا و جذب آن‌ها به عنوان مهره‌های اطلاعاتی سیا هنگام بازگشت به کشور خودشان (یا کشور دیگری) بود.
اداره جمع‌آوری ملی وظیفه جمع‌آوری و ارزیابی اطلاعات از ساکنان ایالات متحده که به خارج سفر کرده بودند (از جمله دانشمندان، تکنسین‌های مهندسی، اقتصاددانان و کارشناسان انرژی که از کشورهای خارجی بازمی‌گشتند) بود.